# Synagoga w Józefowie Biłgorajskim
Synagoga w Józefowie Biłgorajskim – synagoga znajdująca się w Józefowie Biłgorajskim, przy placu Wolności 10.
Synagoga została zbudowana w latach 70. XIX wieku, na miejscu starej bożnicy. Podczas II wojny światowej hitlerowcy zdewastowali synagogę.

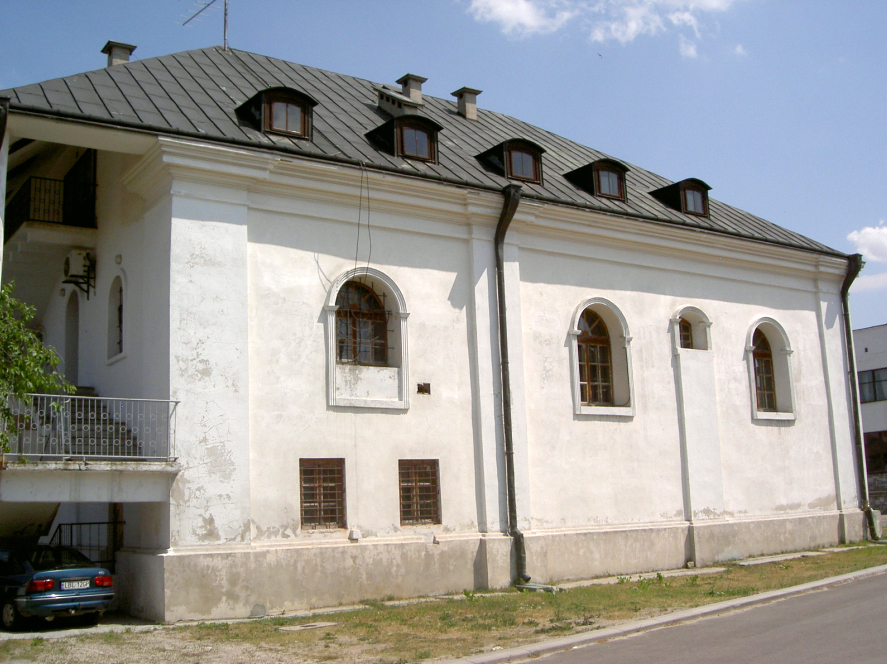
Dawna synagoga w Józefowie

Po zakończeniu wojny budynek synagogi przez kilka lat stał opuszczony z uszkodzonym dachem i popadał w ruinę. W 1952 roku budynek został przekazany Gminnej Spółdzielni Skupu Zboża, która go wyremontowała i urządziła w nim magazyn. W latach 80. XX wieku został wyremontowany i dostosowany do potrzeb Miejskiej Biblioteki Publicznej.
Murowany z kamienia wapiennego budynek synagogi wzniesiono na planie prostokąta, w stylu barokowym. Od zachodu do głównej sali modlitw dobudowany był pierwotnie drewniany przedsionek z umieszczonym nad nim babińcem. Wewnątrz zachowała się wnęka po Aron ha-kodesz, a na ścianach pas wnęk arkadowych.